# Infantaria Naval (Rússia)
A  Infantaria Naval Russa (em russo:  Морская пехота России; transl. Morskaya pekhota Rossii) ou ainda Corpo de Fuzileiros Navais Russo é a infantaria naval da marinha de guerra da Rússia. Sua primeira formação foi criada em 1705 e desde então lutou em vários conflitos, como as Guerras Napoleônicas, a Guerra da Crimeia, a Guerra Russo-Japonesa, a primeira e a segunda guerra mundiais, além de alguns conflitos recentes.
Os fuzileiros russos são uma força de elite, especialistas em guerra anfíbia, muito respeitados dentro das forças armadas russas. São conhecidos pela sua característica Boina preta.

## Fotos

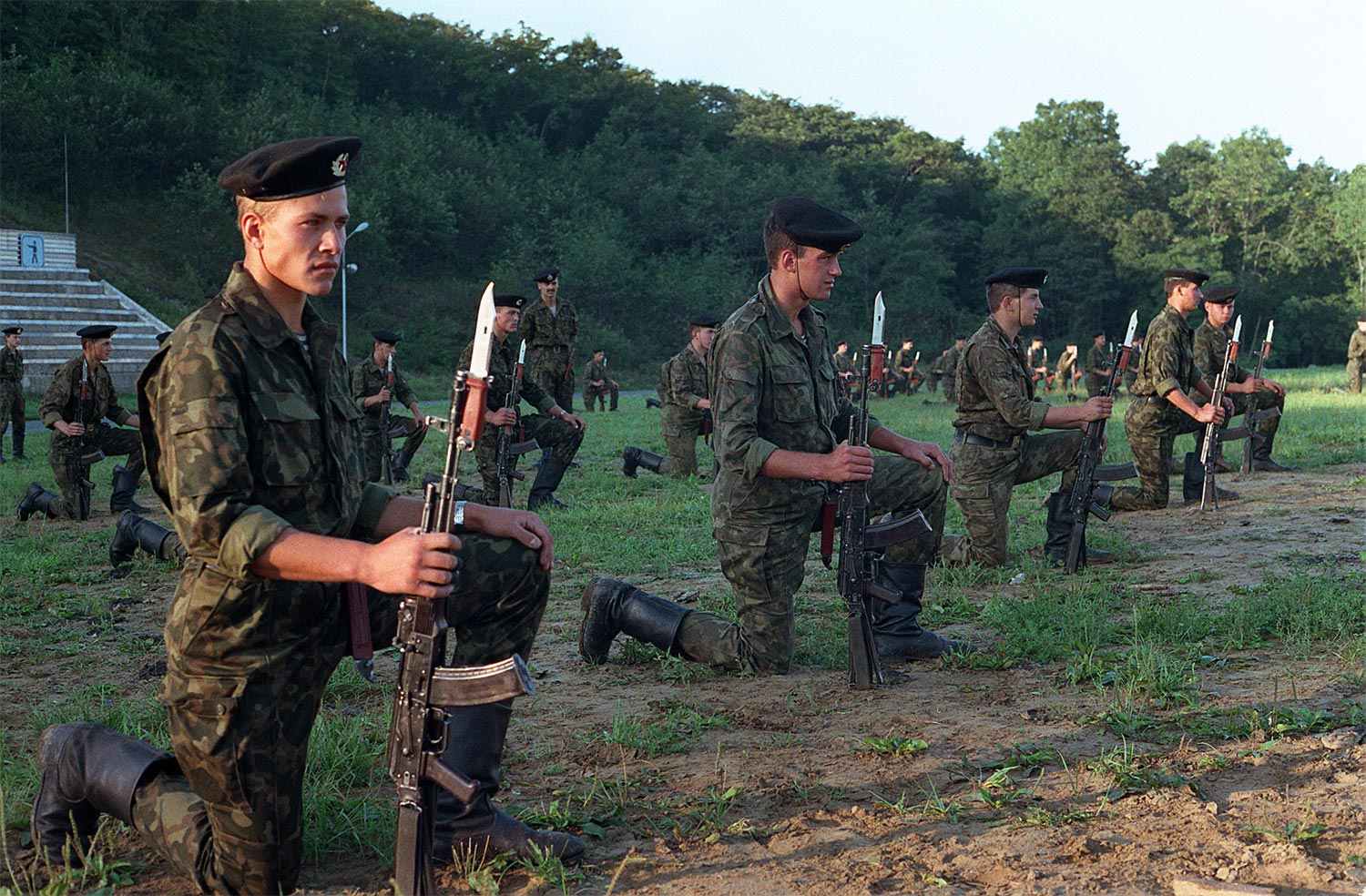
Fuzileiros navais na era soviética.
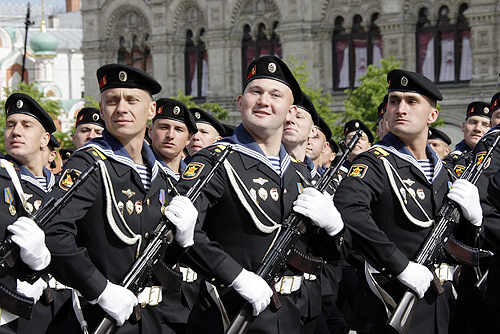
Marines russos com uniformes cerimônias durante um desfile realizado em Moscou em 2008.
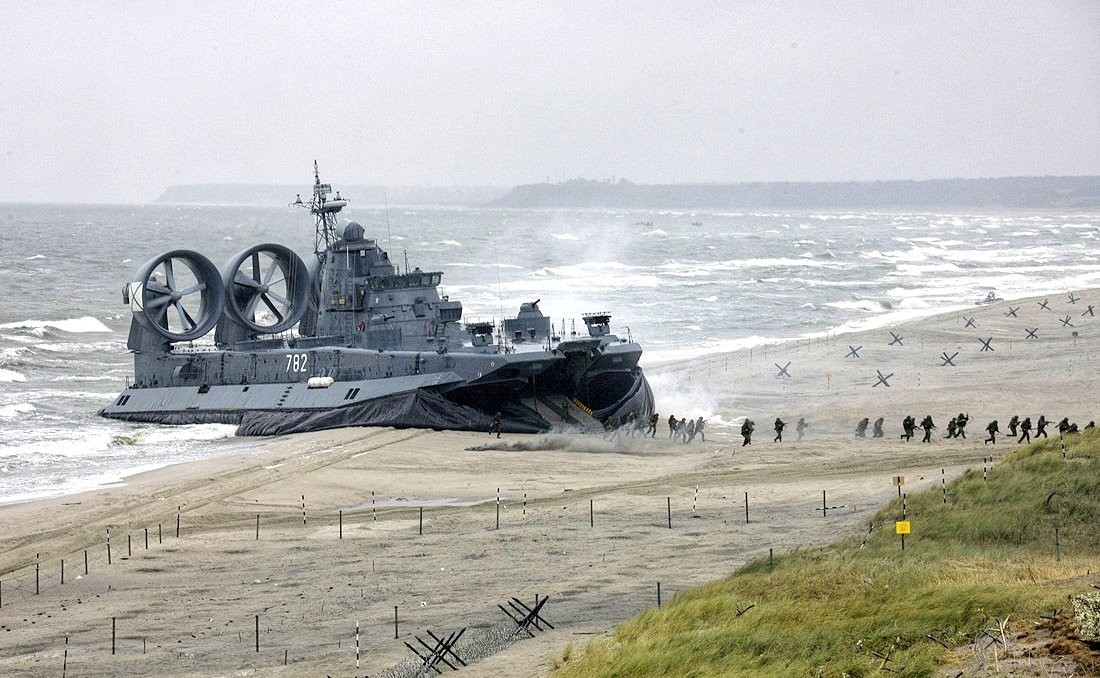
Um barco de desembarque classe Zubr desembarcando fuzileiros russos durante um exercício de treinamento.
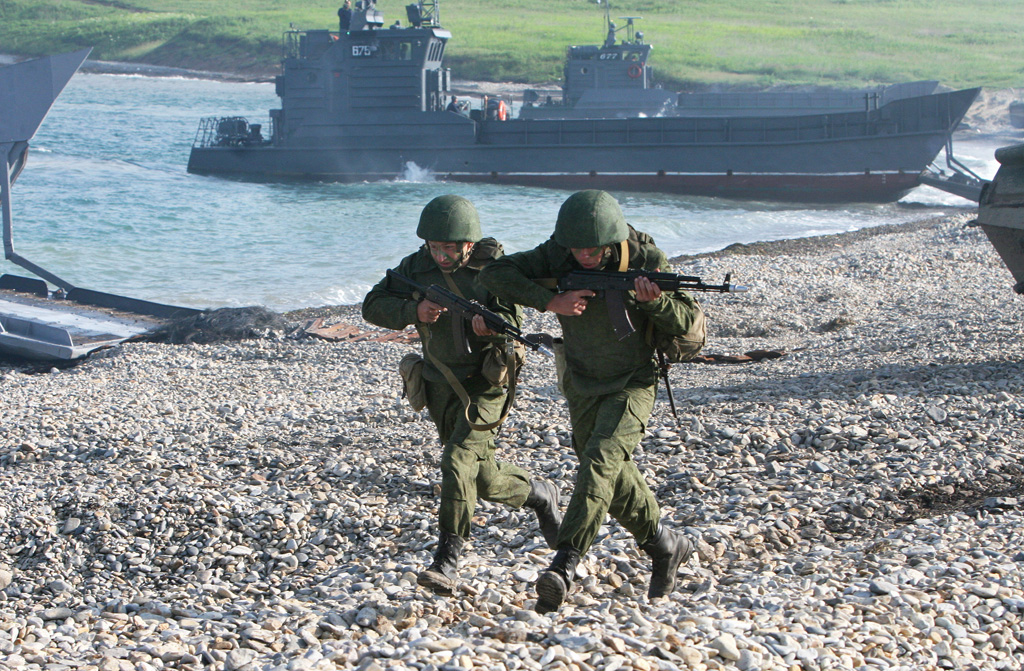
Soldados da infantaria da marinha da Rússia.